# رود پالانا
رود پالانا (انگلیسی: Palana) یک رودخانه در سرزمین کامچاتکای کشور روسیه است.